# Hugo Graf Kálnoky

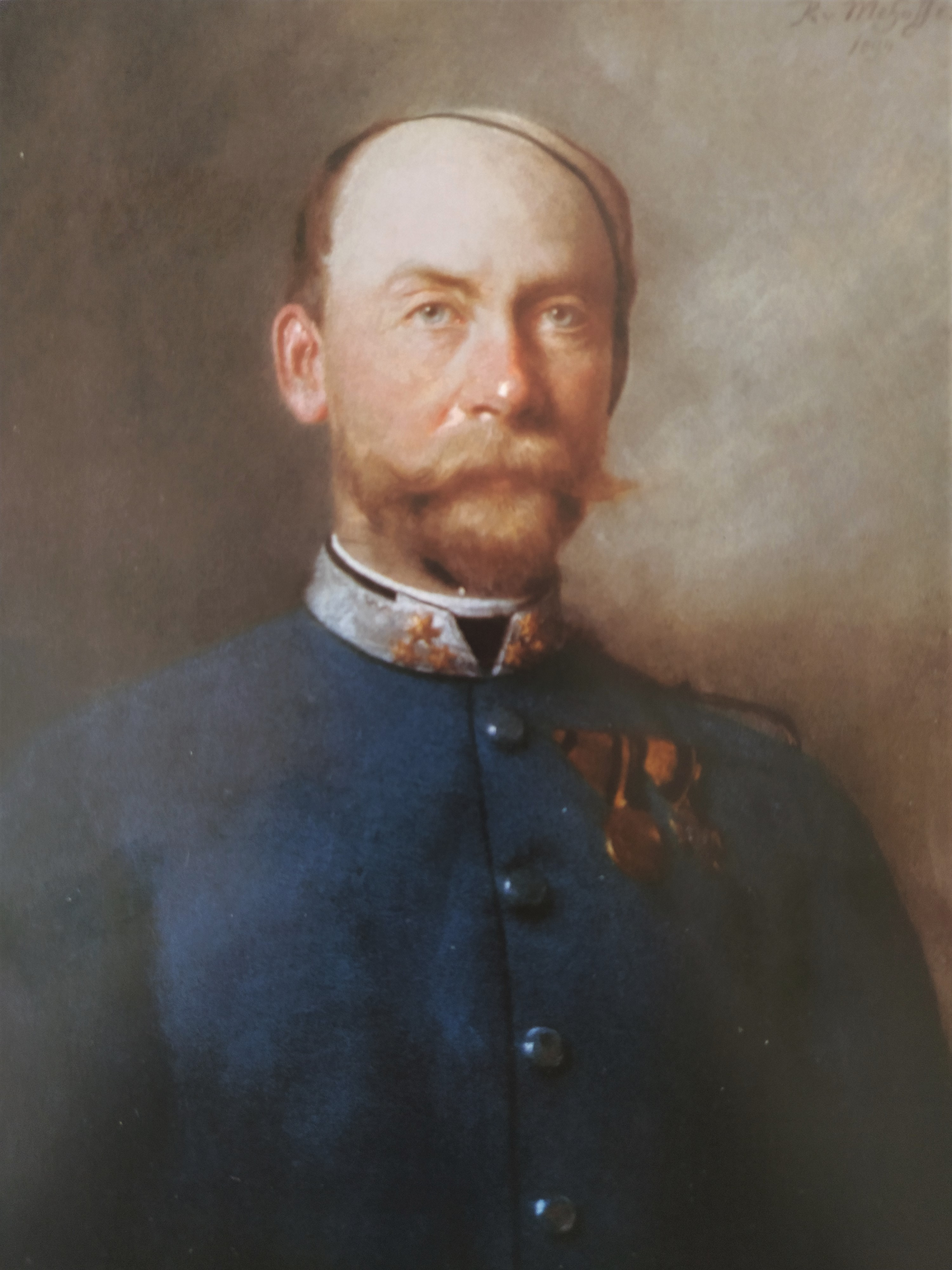
Hugo Graf Kálnoky

Hugo Graf Kálnoky von Köröspatak (* 2. Juni 1844 in Lettowitz; † 23. Mai 1928 ebenda) war ein österreichisch-ungarischer Offizier, Generalmajor und Reichsrat.     

## Leben
Er stammte aus einem alten ursprünglich magyarischen Adelsgeschlecht Kálnoky von Kőröspatak. Seine Eltern waren Gusztáv Jozsef Graf Kálnoky von Köröspatak (1799–1884) und Isabella geb. Gräfin von Schrattenbach (1809–1875). Der Außenminister Gustav Graf Kálnoky war sein Bruder. Seine Erziehung erhielt er im Jesuitenkolleg Kalksburg. 1863 trat er in das Militär ein. 1864 wurde er zum Leutnant und 1876 zum Rittmeister befördert. 1885 avancierte er zum Major und 1888 zum Oberstleutnant. 1892 erhielt er das Kommando über das Regiment des k. u. k. Dragoner-Regiments Graf Paar No. 2. Seit 1909 war er als Abgeordneter des Reichsrates im österreichischen Herrenhaus vertreten. Zudem führte er die Würde k.u.k. Kämmerer und Geheimer Rat. Kálnoky war ein Pionier der k.u.k. Ballonfahrt.

## Familie
Hugo Kálnoky von Köröspatak heiratete in erster Ehe 1887 Marie Gräfin Mensdorff-Pouilly († 1889) und in zweiter Ehe 1892 Marie Gräfin Herberstein. Aus der Ehe gingen zwei Söhne und vier Töchter hervor. 